# Maîtres anonymes

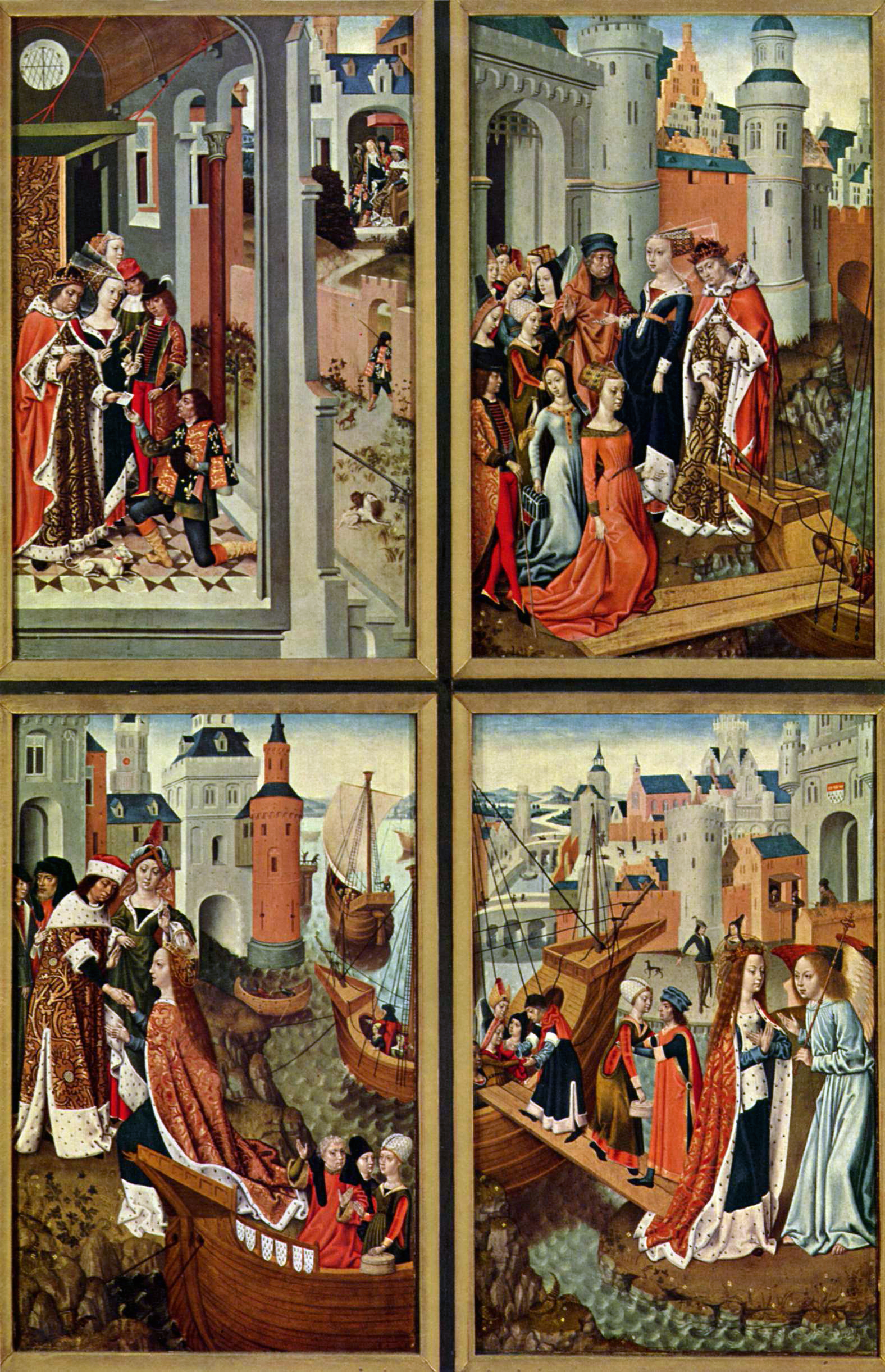
Panneau gauche du retable de Sainte-Ursule, attribué au Maître de la Légende de sainte Ursule, vers 1475-1482, Groeningemuseum, Bruges.

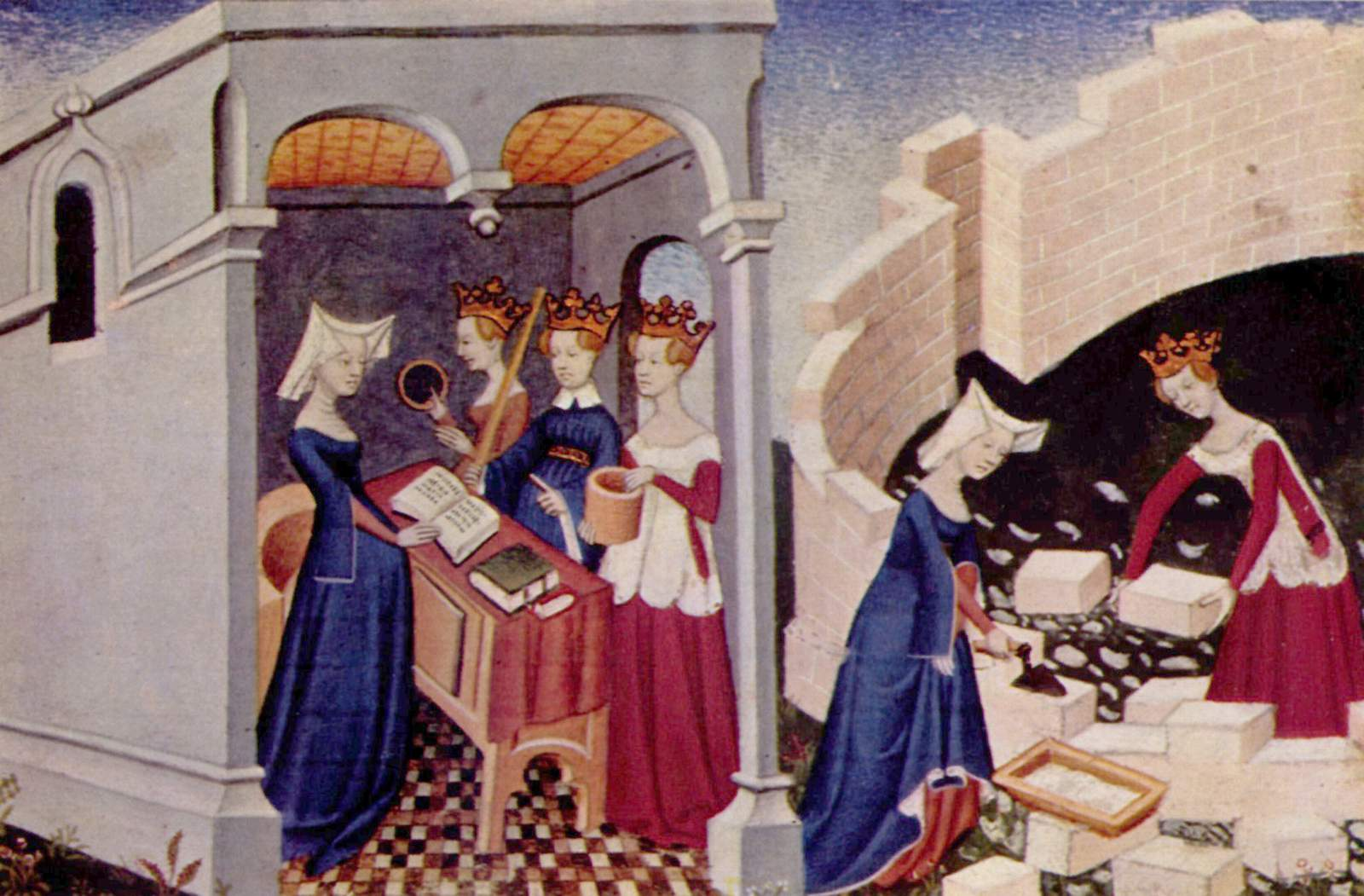
Miniature tirée d'un manuscrit de La Cité des dames et attribuée au Maître de la Cité des dames, BNF, vers 1410.

Les maîtres anonymes sont des artistes dont on ignore le nom mais dont les historiens de l'art ont regroupé les œuvres sous un nom dit nom de convention, appelé aussi nom d'emprunt, nom de commodité ou nom provisoire. Le mot allemand « Notname » (littéralement nom de secours) s'est répandu aussi dans les pays anglophones. Ces noms et les œuvres attribuées peuvent varier au gré des évolutions de la recherche en histoire de l'art. Parfois les œuvres sont finalement attribuées à un peintre bien identifié.

## Avant la Renaissance
L'artiste n'a pas d'existence en tant qu'individu désigné par son nom : il s'efface devant le sujet qu'il peint, par humilité car il s'agit souvent d'œuvres destinées à la dévotion religieuse.
Il sera alors repéré et désigné (par les historiens de l'art au début du XXe siècle) par le sujet du tableau qu'il a peint, le nom du commanditaire, celui de son œuvre principale :
Ainsi le Peintre de Pisticci est le nom donné à un peintre anonyme qui fut actif en Grande-Grèce (Ve et IVe siècles av. J.-C.).
Le Maestro del San Francesco Bardi est le peintre commandité par la famille Bardi pour leur chapelle à Santa Croce et qui a peint, entre autres tableaux, celui de la Vie de saint François qui y figure ; le Maître du buste de femmes (ou des demi-figures), du début XVIe siècle, est clairement désigné par le sujet abordé.

## À la Renaissance
Il faudra attendre la Renaissance, dans le monde occidental européen, pour que l'individu artiste acquiert une personnalité reconnue par ses pairs (Giorgio Vasari les recense dans Le Vite), soit nommé personnellement et qu'il porte :
- Son vrai nom ou celui de son père (patronyme) :
  - Filippino Lippi par son père Fra Filippo Lippi
- Un pseudonyme qu'il choisit, lié à sa ville natale, au métier du père :
  - Giuliano da Sangallo travaille à la porte de saint Gall
  - Antonio Pollaiuolo car son père élève des poulets
  - Jacopo del Sellaio, par son père, sellier
  - Les Della Robbia (du toscan robbia, la garance des teinturiers, métier des parents de Luca della Robbia)
  - Masuccio Segondo disciple de Masuccio Primo
  - etc.
- Un surnom qu'on lui attribue et qui le qualifie :
  - Il Cronaca qui parle tout le temps des ruines qu'il a vues à Rome
  - Daniele da Volterra surnommé Il Braghettone (le culottier) pour avoir censuré les nus des tableaux en rajoutant des vêtements ou des branches (à la demande du pape Paul IV)[2]
  - Luca della Robbia pour la couleur garance qu'il utilise en tant que céramiste
  - Masaccio
  - etc.
- Une corporation prend un nom générique et l'attribue aux productions de tous ses membres :
  - les Maestri campionesi, sculpteurs et constructeurs d'édifices religieux (Ugo da Campione, Bonino da Campione, Giovanni da Campione, Zenone de Campione, Matteo da Campione)

## La problématique de l'attribution des œuvres auXXesiècle
La notion de peintre nommé et reconnu étant acquise, les historiens de l'art, au début du XXe siècle, attribuent les œuvres qu'ils recensent à des peintres connus. Ils reviennent ensuite sur ces attributions et baptisent anonymes des peintres qui se distinguent des précédents, les vraies auteurs des œuvres considérées.
Ainsi de l'ensemble des œuvres que l'historien de l'art Bernard Berenson avait attribuées en 1900 à Pier Francesco Fiorentino, en 1928 un autre historien de l'art, Mason Perkins, en distingua un sous-ensemble, œuvres d'un maître anonyme qu'il baptisa Pseudo Pier Francesco Fiorentino.
Parfois, certains peintres anonymes connaissent plusieurs dénominations (ainsi le Maître des Albertini ou Barthélemy d'Eyck).
Enfin, certains peintres anonymes sont finalement identifiés. Mais lorsque le doute subsiste - faute de preuve irréfutable ou de consensus entre les historiens de l'art - l'artiste garde souvent sa dénomination "anonyme". Ainsi le Maestro della Misericordia dell’Accademia serait peut-être Giovanni Gaddi (après 1333-1383).

## Liste de maîtres anonymes
- Haut – A
- B
- C
- D
- E
- F
- G
- H
- I
- J
- K
- L
- M
- N
- O
- P
- Q
- R
- S
- T
- U
- V
- W
- X
- Y
- Z

### Dates
- Maître de 1302 : peintre italien actif dans la première moitié du XIVe siècle.
- Maître de 1310 : peintre italien actif entre les XIIIe et XIVe siècles à Pistoia[3]
- Maître de 1333[4], peintre bolonais, au Musée du Louvre.
- Maître de 1336 (Pistoia) : peintre italien actif à Pistoia (fl. 1325-45), aujourd'hui dénommé Maître de la Maestà civique de Pistoia.
- Maître de 1336 (Bergame) (it) : peintre italien actif au XIVe siècle à Bergame
- Maître de 1402 : peintre allemand[3]
- Maître de 1419 : reconnu comme étant Battista di Biagio Sanguigni
- Maître de 1423 : graveur sur bois allemand, voir Maître de Saint Christophe[3]
- Maître de 1430 : deux maîtres anonymes rattachés à cette année :
  - orfèvre et graveur allemand[3]
  - graveur sur bois allemand[3]
- Maître de 1437 : graveur sur bois allemand[3]
- Maître de 1441 : graveur au burin allemand[3]
- Maître de 1445 : peintre suisse[3]
- Maître de 1446 : graveur français[3]
- Maître de 1451 : graveur sur bois[3]
- Maître de 1456 : deux maîtres anonymes rattachés à cette année :
  - identifié généralement à Barthélemy d'Eyck.
  - peintre français[3]
- Maître de 1461 : graveur sur bois allemand[3]
- Maître de 1462 : voir Meister der Weibermacht
- Maître de 1464 : (ou « Maître des banderoles », « Maître des Jours de la Création ») ; voir Maître aux banderoles[3]
- Maître de 1466 : voir Maître E. S.[3]
- Maître de 1473 : deux peintres portent ce nom de convention :
  - Maître brugeois de 1473, auteur du Triptyque de Jan de Witte, Musées royaux des beaux-arts de Belgique, Bruxelles.
  - Maître westphalien de 1473, auteur du Retable d'Anne ou de la Sainte Parenté, dans la Wiesenkirche de Soest.
- Maître de 1477 : peintre allemand actif à Ausbourg dans la seconde moitié du XVe siècle[3]
- Maître de 1479 : graveur au burin allemand[3]
- Maître de 1480 : voir Maître du Livre de Raison[3]
- Maître brugeois de 1482 : enlumineur flamand
- Maître de 1487 : peintre de scènes mythologiques[3]
- Maître de 1488 : voir Maître de Moulins[3]
- Maître de 1499, ou Maître brugeois de 1499 : peintre brugeois, Diptyque avec Marguerite d'Autriche adorant la Vierge, Musée des Beaux Arts de Gand[5].
- Maître de 1504 : voir Maître d'Alkmaar[3]
- Maître de 1515 : graveur actif en Italie[3]
- Maître de 1518 : peintre flamand[3]
- Maître de 1527 : peintre et dessinateur hollandais[3]
- Maître de 1537 : peintre flamand, précédemment connu comme le « Maître de l’Ecce Homo d'Augsbourg »
- Maître des années 1540 : peintre portraitiste français ou flamand[3]
- Maître de 1551 : graveur allemand (voir Maître de la Cratérographie[3])

### A
- Maître de l'Abbaye d'Affligem : ou Maître de la Légende de Joseph, peintre de compositions religieuses hollandais[6]
- Maître de l'Abbaye des Bénédictins de Vienne, (Schottenstift) Déploration du Christ, 1469, Palais du Belvédère[7]
- Maître de l'Abbaye de Dilighem : voir Maître d'Anvers de 1518[6]
- Maître de l'Abbaye des Écossais : voir Maître du Monastère des Écossais de Vienne[6]
- Maître de l'Abbaye de Saint-Lambert : peintre autrichien[6]
- Maître de l'Abside Ghislieri : peintre, peintre de lavis, dessinateur de sujets religieux[6]
- Maître d'Achille : peintre de vases[6]
- Maître de l'Adoration Groote : peintre de compositions religieuse maniériste flamand[6]
- Maître de l'Adoration de Karlsruhe : peintre italien[6]
- Maître de l'Adoration Khanenko : peintre de sujets religieux[6]
- Maître de l'Adoration de Lille : peintre flamand
- Maître de l'Adoration de Milan : peintre flamand[6]
- Maître de l'Adoration de Strasbourg : peintre allemand[6]
- Maître de l'Adoration de Turin : peintre flamand
- Maître de l'Adoration de Vienne
- Maître dell'Adorazione di Ferrara : peintre de sujets religieux[8]
- Maître d'Aix : voir Maître de l'Annonciation d'Aix
- Maître d'Albâtre : sculpteur gothique tardif[6]
- Maître des Albertini (Maestro degli Albertini) : peintre siennois actif de 1290 à 1320 environ
- Maître des Albums d'Egmont : dessinateur hollandais[8]
- Maître d'Alcira : peintre espagnol
- Maître de l'Alexandre de Wauquelin : enlumineur flamand du XVe siècle
- Maître d'Alkmaar (ou Maître de 1504 ou Maître des Sept Œuvres de la Miséricorde), auteur des Sept Œuvres de Miséricorde[8]
- Maître d'Almudevar : peintre espagnol, voir Juan de la Abadía (es)[8]
- Maître d'Ambierle : peintre travaillant en Bourgogne[8]
- Maître de l'Amiénois : peintre primitif flamand[8]
- Maître de l'Ancien Livre de prières de Maximilien (ou Maître du Premier Livre de prières de Maximilien) : enlumineur flamand des XVe et XVIe siècles généralement identifié à Alexander Bening
- Maître de l'Ancre : voir Maître B. R.[8]
- Maître de l'Âne de Balaam : graveur allemand[8]
- Maître des Anges : voir Maître de Saint Joseph[8]
- Maître des anges rebelles (Maestro degli Angeli Ribelli) : peintre siennois du XIVe siècle
- Maître d'Anna Selbdritt au Louvre : peintre hollandais[8]
- Maître d'Anne de Bretagne : peintre et enlumineur parisien actif vers 1480-1510 identifié à Jean d'Ypres
- Maître d'Anne de Graville : enlumineur du XVIe siècle, collaborateur d'Étienne Colaud
- Maître des années quarante : voir Maître des Quarante ans[8]
- Maître de l'Annonciation d'Aix : voir Barthélemy d'Eyck[8]
- Maître de l'Annonciation d'Augsbourg : voir Maître de la Vie de la vierge de Bondy[8]
- Maître de l'Annonciation des Bergers : peintre italien de sujets religieux, allégoriques[8]
- Maître de l'Annonciation de Gardner : peintre italien[8]
- Maître d'Antoine de Bourgogne : enlumineur flamand actif entre 1460 et 1480[8]
- Maître d'Antoine Rolin : enlumineur actif dans le comté de Hainaut entre 1490 et 1520
- Maître d'Anvers de 1518 (ou Maître de l'Abbaye de Dilighem) : peintre flamand de compositions religieuses[8]
- Maître de l'Apocalypse de Berry : enlumineur parisien du XVe siècle
- Maître d'Apollon et de Daphné : voir Maître de la Légende d'Apollon et Daphné[9]
- Maître des Apôtres de la Cathédrale de Halle : sculpteur allemand[9]
- Maître des Apôtres de la Cathédrale de Paderborn : sculpteur allemand[9]
- Maître des Apôtres de Freiberg : sculpteur allemand[9]
- Maître des Apôtres d'Ulm : sculpteur allemand[9]
- Maître des Apôtres de Wiener-Neustadt : sculpteur autrichien[9]
- Maître Aretino : peintre italien de sujets religieux[9]
- Maître d'Arévalo : peintre espagnol[9]
- Maître des Argonautes : peintre italien de sujets religieux, mythologiques[9]
- Maître d'Arguis : peintre espagnol[9]
- Maître des Aringhieri : voir Maître des Albertini
- Maître d'Armisen : peintre espagnol[9]
- Maître aux Armures : peintre espagnol[9]
- Maître de l'Assomption de Marie : voir Albrecht Bouts[9]
- Maître de l'Assomption de Bonn : peintre hollandais[9]
- Maître de l'Assomption de la madelaine de Johnson : peintre de sujets religieux, mythologiques[9]
- Maître d'Astorga : peintre espagnol[9]
- Maître de l'Autel d'Albert : peintre autrichien[10] ou Maître de l'Autel d'Albrecht[11], qui doit son nom à l'autel réalisé pour l'Église Am Hof à Vienne, Annonciation de l'Ange à Joaquim, 1438, Galerie Autrichienne, Vienne
- Maître de l'Autel des Augustins ou Maître du Retable des Augustins : peintre de sujets religieux allemand[10]
- Maître de l'Autel de Bamberg de 1429 : peintre allemand[10]
- Maître de l'autel de Beyghem : peintre flamand
- Maître de l'Autel de Cadolzburg : peintre allemand[10]
- Maître de l'Autel de Eichstätt : sculpteur allemand[10]
- Maître de l'Autel Fabriano : peintre italien de sujets religieux[10]
- Maître de l'Autel Imhoff : voir Maître du Retable Imhoff
- Maître du Retable d'Isenheim : sculpteur du Retable d'Issenheim identifié à Nicolas de Haguenau[10]
- Maître de l'Autel de Kefermarkt : sculpteur autrichien sur bois[10]
- Maître de l'Autel Lautenbach : sculpteur français[10]
- Maître de l'Autel de Litomerice : peintre de Bohême de sujets religieux[10]
- Maître de l'Autel Löffelholz : peintre allemand[12]
- Maître de l'Autel de Lombeck : sculpteur flamand[12]
- Maître de l'Autel de Marie de Lisbonne : peintre flamand[12]
- Maître de l'Autel Mascoli : sculpteur italien[12]
- Maître du Retable de Mérode : voir Maître de Flémalle
- Maître de l'Autel de Nürtingen : voir Maître C. W. de 1516
- Maître de l'Autel d'Oberstein : peintre allemand[12]
- Maître de l'Autel de Pirano : peintre italien[12]
- Maître de l'Autel de Sagrario dans la Cathédrale de Palencia : sculpteur espagnol[12]
- Maître de l'Autel de Saint Jérôme : voir Maître A. D.
- Maître de l'Autel de Sainte Barbara : peintre de compositions religieuses[12]
- Maître de l'Autel de Schnewlin : sculpteur allemand[12]
- Maître de l'Autel de Sterzing : voir Maître des Panneaux de l'Autel de Sterzing
- Maître de l'Autel de Strache : peintre allemand[12]
- Maître de l'Autel de Talheim : peintre allemand
- Maître de l'Autel de Tegernsee : peintre allemand[12]
- Maître de l'Autel de Trebon : voir Maître de Wittingau[12]
- Maître de l'Autel des Tucher : peintre allemand[12]
- Maître de l'Autel de Wiener-Neustadt de 1447 : peintre autrichien[13]
- Maître de l'Autel de Wolfgang : peintre allemand[13]
- Maître d'Avila :
  - voir Gabriel del Barco ou García del Barco, peintre espagnol (Maître d'Avila (es))[13]
  - Maître d'Avila : sculpteur espagnol[13]

### B
- Maître de Badia a Isola, « Maestro di Badia a Isola » : peintre siennois actif de 1290 à 1310 environ
- Maître de Balaam : enlumineur allemand
- Maître du Bambino Vispo : peintre italien[13]
- Maître aux banderoles ou Maître de 1464 ou Maître des Jours de la Création : graveur peut-être originaire de Flandre, actif vers 1450-1475. Le Bénézit le définit comme graveur allemand[13]
- Maestro di Barberino : peintre italien
- Maître du Bargello : voir Maître du Tonde de Carrand
- Maître de la Bataille d'Angliari : peintre italien[13]
- Maître de la Bataille de Würzburg : peintre allemand de compositions religieuses et de batailles[13]
- Maître du Beau Dieu d'Amiens : sculpteur français[13]
- Maître du Beau Dieu de Reims : sculpteur français[13]
- Maître de Bedford ou Maître du duc de Bedford ou Maître du Bréviaire du duc de Bedford : enlumineur français du XVe siècle
- Maître aux béguins ou Maître des Béguins : peintre français de compositions à personnages[13]
- Maître de la Belle Allemande : sculpteur allemand[13]
- Maître de la Belle Madone dans l'église Saint-Sebald à Nuremberg : sculpteur allemand[13]
- Maître de Bergame, XVIe siècle, Collection Grimaldi, Allégorie de la musique[14]
- Maître des Bergers : sculpteur allemand[13]
- Maître Bertram : peintre gothique allemand
- Maître de la Bible d'Admont : enluminteur autrichien[13]
- Maître de la Bible de Jean de Sy, appelé aussi Maître des Boqueteaux, enlumineur parisien du XIVe siècle
- Maître de la Bible de Lübeck : enlumineur et graveur sur bois flamand des XVe et XVIe siècles
- Premier Maître de la Bible historiale de Jean de Berry : enlumineur français de la fin du XIVe siècle
- Maître du Bigallo, Maestro del Bigallo : peintre italien de la première moitié du XIIIe siècle
- Maître de Blütemberg : sculpteur allemand sur bois[13]
- Maître du Boccace de Bruges : graveur hollandais[13]
- Maître du Boccace de Genève : enlumineur français du XVe siècle
- Maître du Boccace de Munich : enlumineur français, sans doute un fils de Jean Fouquet
- Maître du Boèce flamand : enlumineur flamand de la fin du XVe siècle
- Maître du Boèce Lallemant : enlumineur français des XVe et XVIe siècles
- Maître de Bohl : peintre espagnol[15]
- Maître de Boilly : enlumineur lyonnais du XVe siècle appartenant à l'Atelier de Guillaume Lambert
- Maître Bonnat : peintre espagnol actif dans la péninsule ibérique au XVe siècle.
- Maître aux Boqueteaux : enlumineur français appelé aussi Maître de la Bible de Jean de Sy[15]
- Maître de Boucicaut ou Maître du maréchal Boucicaut : enlumineur français ou flamand, peut-être Jacques Coene
- Maître des Bourbons : voir Maître de Moulins[15]
- Maître du Bourg à la colline : peintre italien de compositions religieuses[15]
- Maître de Bressanone : dessinateur italien[15]
- Maître du Bréviaire de Jean sans Peur : enlumineur français actif vers 1406-1420
- Maître de Bruges de 1480 : voir Maître de la Légende de sainte Lucie
- Maître de Budapest : peintre hongrois ou italien de compositions religieuses[15]
- Maître de Burnham : peintre espagnol[15]
- Maître des Bustes de femmes ou Maître des demi-figures féminines : peintre flamand[15]

### C
- Maître de Cabanyes ou Maestro de los Cavanyes : peintre espagnol[16]
- Maître de Cabestany : sculpteur français ou espagnol
- Maître du Cabinet des estampes d'Amsterdam : voir Maître du Livre de Raison de Wolfegg
- Maître au Caducée : voir Jacopo de' Barbari[16]
- Maître de Calci (« Maestro di Calci ») : peintre pisan du milieu du XIIIe siècle
- Maître de Calzada : peintre espagnol[16]
- Maître du Calvaire Wasservass : peintre de l'École de Cologne vers 1415-1435
- Maître de Cammerlander : dessinateur français[16]
- Maestri campionesi : groupe de peintres
- Maestro di Campodonico : peintre italien du Trecento
- Maestro della Cappella di San Nicola : peintre italien
- Maestro della Cappella Rinuccini, identifié par Luciano Bellosi comme étant Matteo di Pacino
- Maître de Cappenberg : voir Maître de Kappenberg
- Maître du Cardinal de Bourbon : enlumineur actif en France à la fin du XVe siècle
- Maître de Cardona : peintre italien de compositions religieuses[16]
- Maître de Carmignano : peintre italien de compositions religieuses[16]
- Maître des Cartes à jouer : graveur et peintre allemand
- Maestro del Cassone degli Adimari : probablement Lo Scheggia, frère de Masaccio
- Maître des Cassoni Campana : fabricant de cassone
- Maestro del Castello della Manta : peintre italien gothique
- Maître de Castelnuovo Scrivia : voir Franceschino da Castelnuovo-Scrivia[16]
- Maître de Castelsardo : peintre italien[16]
- Maestro di Castelseprio : peintre italien des fresques de l'église Santa Maria Foris Portas à Castelseprio, dans la province de Varese.
- Maître de la Capture du Christ, Maestro della Caturra di Cristo : actif entre 1280 et 1300, dans l'église inférieure de la basilique Saint-François d'Assise
- Maître de Catherine de Clèves : enlumineur flamand[16]
- Maître du Champion des dames : enlumineur et peintre de cartons pour tapisserie français
- Maître de Chandelle : voir Trophime Bigot
- Maître de Chantilly : peintre italien[16] depuis identifié à Maso di Banco
- Maître de Chaource ou Maître de Sainte Marthe ou Maître aux Figures Tristes : sculpteur français[16]
- Maître de la Chapelle Bracciolini de l'église Saint-François de Pistoia : peintre italien de compositions religieuses[16]
- Maître de Charles de France : enlumineur français du XVe siècle généralement identifié à Jean de Laval
- Maître de Charles du Maine : enlumineur français du XVe siècle
- Maître de la Chartreuse de Strasbourg : sculpteur français[17]
- Maître du Château de Lichtenstein ou Maître de la Passion de Liechtenstein : peintre autrichien[17]
- Maître à la Chausse Trappe : voir Niccolò Tribolo
- Maître du Chevalier Montesa : peintre espagnol[17]
- Maître du Chiostro degli Aranci : reconnu comme étant Giovanni Consalvo, peintre des fresques du Chiostro degli Aranci de la Badia Fiorentina à Florence
- Maître des Chœurs : peintre polonais[17]
- Maître de Christine de Pisan : voir Maître de la Cité des dames
- Maître de la Chronique d'Angleterre : enlumineur flamand du XVe siècle
- Maître de la Chronique de Lirar : voir Maître du Térence d'Ulm
- Maître de la Chronique scandaleuse : enlumineur parisien du XVIe siècle
- Maître de Città di Castello (Maestro di Città di Castello) : peintre siennois actif de 1290 à 1320 environ
- Maître de la Cité des dames et son atelier d'enlumineurs pour l'ouvrage La Cité des dames de Christine de Pisan
- Maître de Claude de France, enlumineur français du XVIe siècle
- Maître à la Clé : voir Jacob Lucius Corona[17]
- Maître de la Clôture du Chœur Saint-Georges de Bamberg : sculpteur allemand[17]
- Maître du Codex de saint Georges, peintre et enlumineur florentin de la première moitié du XIVe siècle
- Maître des Clarisses (Maestro delle Clarisse) : peintre siennois (XIIIe siècle), aujourd'hui identifié à Rinaldo da Siena
- Maître des Clères Femmes : enlumineur parisien d'origine flamande du début du XVe siècle
- Maître de Coëtivy : peintre et enlumineur français du XVe siècle[17]
- Maître du Cœur d'amour épris : enlumineur[17] généralement identifié à Barthélemy d'Eyck
- Maître de la Collection de Sigmaringen : peintre allemand[17]
- Maître de la Collection Hirscher : voir Bernhard Strigel
- Maître Colin : peintre français du XVe et début du XVIe siècle
- Maître de Colmar : voir Matthias Grünewald
- Maître aux Combats de Coqs : voir Soye[17]
- Maître au Compas : graveur au burin italien[17]
- Maître Conrad : voir Conrad von Soest
- Maître des Consoles de Rufach : sculpteur français[17]
- Maître de Corbeil : sculpteur français[17]
- Maître des Cortèges : peintre de compositions à personnages, figures, français[17]
- Maître des Couleurs : identifié à Jehan Bellegambe
- Maître du Couronnement de la Vierge : enlumineur parisien du début du XVe siècle
- Maestro di Crea
- Maître des Crucifix bleus : peintre ombrien (XIIIe siècle)
- Maître des Crucifix franciscains : peintre italien (XIIIe siècle)
- Maître de la Crucifixion Grigg, Maestro della Crocifissione Grigg : peintre italien
- Maître du Cycle de Vyššì Brod
- Maître du Cycle dominicain : peintre de Nuremberg vers 1511-1513

### D
- Maître au Dé (Daddi ou Bernardo Dado), graveur italien du XVIe siècle
- Maître de Delft, Retable des scènes de la passion, National Gallery, Londres[18]
- Maître des Demi-figures féminines
- Maître de la descente de croix Figdor : peintre d'une descente de croix de la collection Figdor
- Maître du Dipylon : peintre sur vase de l'Athènes antique.
- Maestro della Dormitio di Terni : italien
- Maître de Dreux Budé, peintre et enlumineur du XVe siècle, identifié généralement à André d'Ypres
- Maître de Dunois, peintre et enlumineur parisien du XVe siècle

### E
- Maître de l’Ecce Homo d'Augsbourg : voir Maître de 1537
- Maître de l'Échevinage de Rouen : enlumineur français de la deuxième moitié du XVe siècle
- Maître d'Édouard IV : enlumuneur flamand du XVe siècle
- Maître des Effigies dominicaines : peintre et enlumineur toscan du XIVe siècle
- Maître d'Egerton : enlumineur français du XVe siècle
- Maître d'Elsloo : sculpteur néerlandais actif vers 1500
- Maître anonyme de l'Enfer : peintre portugais ou flamand actif au Portugal dans les années 1510
- Maître des Entrées parisiennes : enlumineur français identifié à Jean Coene IV XVIe siècle
- Maître de l'Épiphanie de Bruxelles : peintre flamand actif dans le premier tiers du XVIe siècle
- Maître de l'Épiphanie de Fiesole : peintre florentin du XVe siècle
- Maître E. S. : graveur actif dans la région du Rhin supérieur entre 1440 et 1468
- Maestro Esiguo (« Maître exigu ») ou encore Alunno di Benozzo («  élève de Benozzo Gozzoli  ») (vers 1422-1497),
- Maître d'Étienne Poncher : enlumineur actif à Paris vers 1490-1510
- Maître des Études de draperies, aussi Maître des Ronds de Cobourg : peintre et dessinateur alsacien du dernier tiers du XVe siècle
- Maître d'Evert Zoudenbalch : enlumineur et peintre actif à Utrecht vers 1460-1470

### F
- Maître du Retable de Fabriano : reconnu comme étant Puccio di Simone
- Maître de Fastolf : enlumineur français du XVe siècle
- Maître de Fauvel : enlumineur ou groupe d'enlumineurs parisiens du XIVe siècle
- Maître de Fernando da Lucena : cf. Maître de Johannes Gielemans
- Maître au feuillage en broderie : peintre flamand, fin XVe siècle
- Maître de Figline : peintre italien actif en Toscane XIVe siècle
- Maître du Fils Prodigue : peintre flamand, actif à Anvers, deuxième tiers du XVIe siècle
- Maestro dei Fiori guardeschi
- Maître du Fitzwilliam 268 : enlumineur flamand du XVe siècle
- Maître du Flavius Josèphe du musée Soane : enlumineur flamand du XVe siècle
- Maître de Flémalle : identifié à Robert Campin (vers 1378-1445), peintre du comté de Hainaut
- Maître de Flore : peintre actif à Fontainebleau, à la fin du XVIe siècle
- Maître de la Fontaine de vie : peintre actif dans les Pays-Bas septentrionaux autour de 1511
- Maître de Fossa
- Maître de Francfort : peintre anversois, né vers 1460, actif jusqu'en 1520 environ
- Maître François : enlumineur parisien du XVe siècle
- Maître de François de Rohan : enlumineur parisien du XVIe siècle
- Maître de la Fresque des douze lunes, du nord de l'Italie, auteur d'une fresque profane de la fin du Trecento (1391-1407) à Trente, dans une salle de la Tour des Aigles du Castello del Buonconsiglio.
- Maître du Froissart du Getty : enlumineur flamand du XVe siècle
- Maître du Froissart de Philippe de Commynes : enlumineur flamand identifié à Philippe de Mazerolles

### G
- Maître de Gagliano : peintre actif à Florence au cours du 3e quart du XIIIe siècle
- Maître du Getty ou Maître du manuscrit 10 du Getty : enlumineur lyonnais du XVe siècle appartenant à l'Atelier de Guillaume Lambert
- Maître de Gilbert de Brederode : enlumineur néerlandais du XVe siècle
- Maître de Girard Acarie : enlumineur rouennais du XVIe siècle
- Maître du Girart de Roussillon, enlumineur flamand du XVe siècle
- Maître de la Glorification de Marie. Peintre de l'École de Cologne dans la seconde moitié du XVe siècle, La Vierge à l'Enfant, Collection Bentinck-Thyssen[19], Luxembourg[20]
- Maître aux grisailles fleurdelisées : enlumineur lillois du XVe siècle
- Maître de Griselda
- Maître aux gros nez
- Maître de Grosslobming, sculpteur actif en Autriche entre 1380 et 1420
- Maître de Grossgmain
- Maître de la Guilde de Saint Georges, peintre flamand du XVe siècle
- Maître de Guillaume Lambert : enlumineur lyonnais du XVe siècle appartenant à l'Atelier de Guillaume Lambert
- Maître de Guillebert de Metz, enlumineur flamand du XVe siècle
- Maître de Guise, appelé aussi Maître de Guy de Laval, enlumineur français du XVe siècle

### H
- Maître du Hannibal de Harvard, enlumineur parisien du XVe siècle
- Maître de Hausbuch
- Maître du Haut Rhin
- Maître de Heiligenkreuz, actif en France v. 1395-1420, Annonciation et Mariage de ste Catherine au Kunsthistorrisches Museum, Vienne[21]
- Maître HB à la tête de griffon, peintre allemand du début du XVIe siècle
- Maître des Heures Ango, enlumineur français du XVIe siècle
- Maître des Heures Collins, peintre et enlumineur amiénois du XVe siècle
- Maître des Heures d'Henri II, enlumineur parisien du XVIe siècle
- Maître des Heures Llangattock, enlumineur flamand du XVe siècle
- Maître du Hiéron, enlumineur flamand du XVe siècle
- Maître de l'Histoire ancienne : enlumineur lyonnais du XVe siècle appartenant à l'Atelier de Guillaume Lambert
- Maestro di Hohenfurth
- Maître de Hoo, enlumineur parisien du XVe siècle
- Maître de Hoogstraten (Anvers), La Vierge et l'Enfant, avec sainte Catherine et sainte Barbe, v. 1520, huile sur bois, 87 × 73 cm, musée des Offices, Florence. Autrefois attribuée à Dürer[22].

### I
- Maître d'Isaac, Maestro d'Isacco
- Maître des Initiales de Bruxelles, enlumineur italien, récemment identifié à Giovanni di fra Silvestro
- Maître aux inscriptions blanches, enlumineur probablement formé et basé en Flandre, actif dans les années 1480 à 1490.
- Meister der Ilsung-Madonna, peintre d'Augsbourg.
- Maître d'Irrsdorf, sculpteur allemand autrichien, actif dans la région de Salzbourg dans les années 1520.

### J
- Maître de Jacques de Besançon : enlumineur parisien actif entre 1478 et 1500
- Maître de Jacques de Luxembourg : enlumineur parisien actif entre 1460 et 1470
- Maître de Jacques IV d'Écosse : enlumineur flamand des XVe et XVIe siècles généralement identifié à Gerard Horenbout
- Maître du Jardin de Paradis de Francfort : peintre allemand du XVe siècle
- Maître du Jardin de vertueuse consolation : enlumineur flamand XVe siècle
- Maître de Jean Charpentier : enlumineur français du XVe siècle
- Maestro della tela jeans
- Maître de Jeanne de Laval : enlumineur angevins actif entre 1430 et 1480
- Maître de Jeanne Ravenelle : voir Premier Maître de la Bible historiale de Jean de Berry
- Maître de Johannes Gielemans : enlumineur flamand du XVe siècle
- Maître de la Nativité Johnson : récemment reconnu (1992) comme Domenico di Zanobi
- Maître de Jouvenel : enlumineur français du XVe siècle

### K
- Maître de Kanbun

### L
- Maître L. Cz., graveur et peintre allemand actif à la fin du XVe siècle et au début du XVIe siècle
- Maître du Lac de Mondsee, actif pour l'Abbaye de Mondsee en Haute Autriche. La Fuite en Égypte[23], v. 1490-1500, Galerie du Belvédère, Vienne[24]
- Maître de la Lamentation de Lindau[25] (Meister der Lindauer Beweinung), v.1420, Un chœur d'anges, Christies's Londres en 1996[26]
- Maître de Lecceto
- Premier Maître de Lecceto
- Maître de la Légende de saint Augustin
- Maître de la Légende de sainte Barbe : peintre flamand du XVe siècle
- Maître de la Légende de saint Bruno : peintre colonais du XVe siècle
- Maître de la Légende de sainte Catherine : peintre flamand du XVe siècle
- Maître de la Légende de sainte Godelieve : peintre flamand du XVe siècle
- Maître de la Légende de saint Georges : peintre colonais du XVe siècle
- Maître de la Légende de sainte Lucie : peintre brugeois du XVe siècle
- Maître de la Légende de sainte Marie-Madeleine : peintre flamand
- Maître de la Légende de sainte Ursule : peintre flamand du XVe siècle
- Maître de la Légende de sainte Ursule (Cologne) : peintre colonais du XVe siècle
- Maître de la Légende de la sainte Mère
- Maître de la Légende dorée de Munich : enlumineur parisien du XVe siècle
- Maître de Lecceto, pour un cassone où figurent l’Histoire de Didon et celle de Lucrèce et Collatin.
- Maître des Livres de maisons : actif en moyenne Rhénanie vers 1470-1500
- Maître de Liesborn, actif en Westphalie seconde moitié du XVe siècle. Collabora avec Jan Baegert au retable du maître-autel de l'Abbaye de Liesborn[27].
- Maître du Livre de prières de Dresde : enlumineur flamand du XVe siècle
- Maître des Livres de prières vers 1500 : enlumineur flamand des XVe et XVIe siècles
- Maître du Livre de Raison : xylographe et aquarelliste du sud de l'Allemagne, fin du XVe siècle
- Maître du Livre du sacre de Charles V : enlumineur parisien du XIVe siècle
- Maître de Llupia
- Maître de Lourinhã : peintre portugais ou flamand actif au Portugal vers 1510-1525
- Maître de Luçon : enlumineur parisien du début du XVe siècle

### M
- Maître de Beffi ou Maître du Triptyque de Beffi (actif vers 1390-1425) ;
- Maître de la Madeleine, Maestro della Maddalena : peintre florentin, actif dans la seconde moitié du XIIIe siècle
- Maître de la Madeleine de Mansi (travaille à Anvers vers 1510-530) : Mise au tombeau, huile sur panneau, 102 × 126 cm, musée des beaux-arts de Gand[5]
- Maître de la Madone André : peintre brugeois du XVe siècle
- Maître des Madones mosanes
- Maître de la Maestà Gondi, Maestro di Maestà Gondi : peintre siennois du XIVe siècle[28]
- Maestro di Magione
- Maître aux mains volubiles, enlumineur du XVe siècle
- Maître de Mansel, enlumineur du XVe siècle
- Maître viennois de Marie de Bourgogne : enlumineur gantois du XVe siècle
- Maître de Marguerite d'Orléans : enlumineur français du XVe siècle
- Maître de Marguerite d'York : enlumineur flamand du XVe siècle
- Maître du Martyre de saint Jean l'Evangéliste, Musée du Louvre[29]
- Maître de la Mazarine : enlumineur parisien du XVe siècle
- Maître aux Mèches en tire-bouchon
- Maître de Meßkirch
- Maestro dei Mesi
- Maître des Miniatures de Houghton : enlumineur flamand du XVe siècle
- Maître du Missel de Jean de Foix : enlumineur français du XVe siècle, identifié à Liénard de Lachieze
- Maître du Missel de Paul Beye : enlumineur français du XVe siècle
- Maître du Missel de Troyes : enlumineur français du XVe siècle, appelé aussi Maître du Pierre Michault de Guyot Le Peley ou Maître de Charles de Neufchâtel
- Maître du Missel de Yale (appelé aussi Maître du Mamerot de Vienne ou Maître de Christophe de Champagne), enlumineur tourangeau du XVe siècle, identifié à Guillaume Piqueau
- Maître des Missels della Rovere : enlumineur franco-italien du XVe siècle identifié à Jacopo Ravaldi
- Maître de Mondsee, actif pour l'Abbaye de Mondsee en Haute Autriche. La Fuite en Égypte[30], v. 1490-1500, Galerie du Belvédère, Vienne[24]
- Maître de Monte Oliveto, Maestro di Monteoliveto : peintre siennois du XIVe siècle.
- Maître de Monticchiello, reconnu comme étant Pietro Lorenzetti
- Maître de Moulins : généralement identifié à Jean Hey
- Maître de la Miséricorde, (documenté de 1362 à 1385)[31], Peintre florentin (Giovanni Gaddi ?)[28]
- Maître DR, Pays-Bas méridionaux : Portement de croix, 1591, huile sur panneau, 95 × 129 cm, musée des beaux-arts de Gand[5]
- Maître HP, La Sainte famille dans une forêt, 1514, Académie des Beaux Arts Vienne[32]
- Maître M. S.

### N
- Maestro della Natività di Castello : l'identification au jeune Piero di Cosimo, donnée en 1995 par Chiara Lachi, a peu convaincu
- Maître de la Nativité du Louvre : probablement Fra Diamante (selon Bernard Berenson)
- Maître de Naumburg : sculpteur du milieu du XIIIe siècle

### O
- Maestro Oltremontano
- Maître d'Orose
- Maître de l'Observance : peintre de l'école siennoise du Quattrocento
- Maîtres d'Otto van Moerdrecht : groupe d'enlumineurs néerlandais du XVe siècle
- Maestro di Ozieri

### P
- Parente di Giotto
- Maestro della Pala Sforzesca
- Maître du panneau double-face de Valenciennes : suiveur de Jérôme Bosch actif vers 1550-1575
- Maestro di Panzano
- Maître des Panneaux de sainte Elisabeth, Rijksmuseum, Amsterdam[33]
- Maître du Retable Pallant : peintre gothique de l'École de Cologne
- Maître du Parement de Narbonne
- Maître de la Passion de Darmstadt : peintre allemand du XVe siècle
- Maître de la Passion de Karlsruhe : peintre allemand du XVe siècle
- Maître de la Passion de Lyversberg
- Maître de la Passion de Vienne, graveur en taille-douce
- Maître de Pedret, peintre actif en Catalogne au XIIe siècle, possiblement d'origine lombarde.
- Maître au perroquet : peintre actif aux Pays-Bas dans la première moitié du XVIe siècle
- Maître de la Petite Passion : peintre de l'École de Cologne, vers 1400-1420
- Maître des Petits Paysages : peintre et graveur flamand du XVIe siècle
- Maître de la Pietà d'Avignon : peintre provençal du XVe siècle identifié à Enguerrand Quarton
- Maître de la Pieta Fogg ou Maître de Figline : peintre italien actif en Toscane XIVe siècle
- Maître de Philippe de Gueldre : enlumineur français actif vers 1495-1510
- Maître de Pont-à-Mousson : sculpteur actif en Lorraine vers 1410-1420, auteur du premier sépulcre monumental connu.
- Maestro dei Polittici Crivelleschi
- Maître du Polyptyque de San Severino
- Maître du Portrait de Mornauer, actif vers 1460-1480 : Portrait de Mornauer, secrétaire de mairie de Landshut en Bavière, 1470-1480, huile sur bois, 44 × 36 cm, National Gallery, Londres[34]
- Maître des Portraits Baroncelli : peintre brugeois du XVe siècle
- Maître des Portraits princiers : peintre actif à Bruxelles à la fin du XVe siècle, peut-être Jean Beugier d'Amiens
- Maître de la Prédelle de l'Ashmolean Museum : peintre italien du XIVe siècle
- Maître de la Prédication de Lille
- Maître des Prélats bourguignons : enlumineur bourguignon du XVe siècle
- Maître du Prince de Piémont : enlumineur savoyard du XVe siècle
- Maître des Privilèges de Gand et de Flandre : enlumineur flamand du XVe siècle parfois identifié à Jean Ramon le Jeune
- Pseudo-Jacquemart : identifié parfois à Jean Petit, beau-frère de Jacquemart de Hesdin
- Maître des Puys de Rouen : enlumineur du XVIe siècle, collaborateur d'Étienne Colaud

### R
- Maître de Rambures : enlumineur actif en Picardie et en Flandre au XVe siècle, identifié parfois à Jean Beurgier
- Maître à la Ratière : enlumineur et peintre italien du XVIe siècle
- Maître du Registrum Gregorii :enlumineur de la fin du Xe siècle
- Maître du Roi René : identifié généralement à Barthélemy d'Eyck
- Maître de la Résurrection
- Maître du Retable Beaussant : peintre et enlumineur angevin du XVe siècle
- Maître du Retable d'Aix-la-Chapelle : peintre allemand[9]
- Maître du Retable de Heisterbach : peintre de l'École de Cologne vers 1450
- Maître du Retable de saint Barthélemy actif à Cologne v. 1475-1510
- Maître du Retable de Schöppingen
- Maître du Retable de Třeboň : peintre de la seconde moitié du XIVe siècle, représentant majeur de l'École de Bohême.
- Maître du Retable Strache : Maître L. Cz. ?
- Maître de Rieux
- Maîtres aux rinceaux d'or : enlumineurs flamands de la première moitié du XVe siècle
- Maître de Robert Gaguin : enlumineur parisien de la fin du XVe siècle
- Maître du Roman de la Rose de Vienne : enlumineur lyonnais du XVe siècle
- Maître de Jean Rolin : enlumineur français du XVe siècle
- Maître de Rohan : enlumineur français du XVe siècle
- Maître des Ronds de Cobourg, aussi Maître des Études de draperies : peintre et dessinateur alsacien du dernier tiers du XVe siècle
- Maître de Rosenberg : enlumineur lyonnais du XVe siècle appartenant à l'Atelier de Guillaume Lambert

### S
- Maître de Santa Cecilia, Maestro della Santa Cecilia : peintre florentin du XIIIe siècle
- Maître de Saint-Germain-des-Prés, probablement originaire de Cologne. Actif à Paris v. 1500, Pietà de Saint-Germain-des-Prés, Musée du Louvre[35]
- Maître de Saint Gilles
- Maître de Saint-Goery, enlumineur et peintre du milieu du xve siècle à Metz
- Maître de Saint Ildefonse, actif en Castille (Tolède et Valladolid) à la fin du XVe siècle[36]
- Maître de Saint-Laurent : peintre de l'École de Cologne, vers 1415-1430
- Maître du Saint-Sang de Bruges
- Maître de Saint Sébastien : Josse Lieferinxe
- Maître de Saint-Séverin
- Maître de la Sainte-Marthe : voir Maître de Chaource
- Maître de la Sainte Parenté de Biberach. Sculpteur autour de 1515-1525 en Souabe.
- Maître de la Sainte Parenté l'Ancien. Actif à Cologne entre 1410 et 1440.
- Maître de la Sainte Parenté le Jeune. Actif à Cologne entre 1470/ 1480 et1515. Retable des sept joies de Marie, Musée du Louvre[37]
- Maestro del San Francesco Bardi : peintre florentin de la première moitié du XIIIe siècle
- Maestro di San Francesco : peintre italien actif en Ombrie entre 1260 et 1280 environ
- Maître de San Gaggio, Maestro di San Gaggio : aujourd'hui identifié à Grifo di Tancredi
- Maître de San Martino, parfois dénommé Maître de Saint-Martin, Maestro di San Martino : peintre pisan du XIIIe siècle aujourd'hui identifié à Ugolino di Tedice
- Maître de San Martino alla Palma, Maestro di San Martino alla Palma : peintre florentin des premières années du XIVe siècle
- Maître de San Quirico d'Orcia, Maestro di San Quirico d'Orcia : peintre siennois du XIVe siècle
- Maître de San Miniato, Maestro di San Miniato : peintre florentin de la seconde moitié du XVe siècle[38]
- Maître de San Torpè, Maestro di San Torpè : peintre pisan actif au début du XIVe siècle
- Maître de Sant'Agatha (Firenze), Maestro della Sant'Agata : peintre florentin du XIIIe siècle
- Maître de Santa Caterina Gualino, Maestro di Santa Caterina Gualino : peintre et sculpteur italien du XVe siècle
- Maître de Santa Maria Primerana, Maestro di Santa Maria Primerana : peintre florentin du XIIIe siècle
- Maître de Santa Marta, Maestro di Santa Marta : peintre pisan du XIIIe siècle
- Maître de Santa Verdiana, Maestro di Santa Verdiana : peintre toscan documenté de 1375 à 1391, généralement identifié à Tommaso del Mazza
- Maître de Santi Cosma e Damiano, Maestro dei Santi Cosma e Damiano, peintre pisan du XIIIe siècle - Luciano Bellosi l'a identifié à Gilio di Pietro.
- Maestro di Signa : peintre toscan du XVe siècle, identifié à Antonio di Maso
- Maître de Spencer 6 : enlumineur berruyer actif vers 1490-1510
- Maitre de Spes Nostra[39], Rijksmuseum, Amsterdam
- Maître de Spitz : enlumineur actif à Paris, entre 1415 et 1425

### T
- Maître de Talbot : enlumineur actif à Rouen au cours des années 1440-1450
- Maître de Taüll : peintre fresquiste actif en Catalogne au XIIe siècle, artiste majeur de l'art roman.
- Maestro di Tavarnelle
- Maestro delle Tavole Barberini
- Maître de la Toison d'or de Vienne et de Copenhague : enlumineur flamand du XVe siècle
- Maestro del Tondo Lathrop : reconnu comme Michelangelo Membrini
- Maître des Traités de morale : enlumineur flamand du XVe siècle
- Maître des Triomphes de Pétrarque : enlumineur parisien du début du XVIe siècle
- Maître du Triptyque Wenemaer[40], seconde moitié XVe siècle, Musée des beaux-arts de Gand[5]
- Maestro del trittico di Camerino
- Maestro di Trognano

### U
- Maître d'Uttenheim : peintre du Tyrol de la fin du XVe siècle; des panneaux d'un retable de saint Étienne sont exposés au musée Anne-de-Beaujeu, à Moulins[41]

### V
- Maître de Varlungo, Maestro di Varlungo : peintre florentin de la fin du XIIIe siècle
- Maestro delle Vele XIVe siècle
- Maître de la Véronique (de Munich)
- Maestro di Vignola
- Maître de la Vie de Joseph, dit aussi Maître de l'Abbaye d'Affligem, Volets du triptyque de Zierikzee, Portraits de Philippe le Beau et Jeanne la Folle, Musée royal d'art ancien à Bruxelles[42]
- Maître de la Vie de Marie
- Maître de la Vie de saint Jean-Baptiste, de Rimini
- Maître de la Vierge aux balances, actif à Milan vers 1500-1520[43]
- Maître de la Vierge Strauss : peintre florentin de la fin du XIVe siècle
- Maître de la Virgo inter Virgines
- Maître des Vitae Imperatorum
- Maître de la vue de Sainte-Gudule
- Maître de Virgile, enlumineur parisien de la fin du XIVe et début du XVe siècle
- Maître de la Vraie Cronicque descoce : enlumineur flamand du XVe siècle

### W
- Maître de Waha
- Maître de Wavrin : enlumineur lillois du XVe siècle
- Maître du Wavrin de Londres : enlumineur flamand du XVe siècle
- Meister der Weibermacht
- Maître du manuscrit de Weingarten : début du XIVe siècle
- Maître de Wilten : voir Maître de la Vie de Marie
- Maître du Diptyque de Wilton
- Maître de Wittingau

### X
- Maître du Xénophon Hamilton : enlumineur florentin du XVe siècle

### Z
- Maîtres de Zweder de Culemborg : groupe d'enlumineurs d'Utrecht au XVe siècle

- Haut – A
- B
- C
- D
- E
- F
- G
- H
- I
- J
- K
- L
- M
- N
- O
- P
- Q
- R
- S
- T
- U
- V
- W
- X
- Y
- Z